# Quinten van Dalm
Quinten van Dalm (* 26. Juni 1972 in Eindhoven) ist ein niederländischer Badmintonspieler. 

## Karriere
Quinten van Dalm nahm 2000 im Herrendoppel an Olympia teil. Er verlor dabei gleich in Runde eins und wurde somit 17. in der Endabrechnung. Im Jahr zuvor hatte er die Bitburger Open gewonnen, 1996 bereits die Welsh International. In den Niederlanden wurde er mehrfach nationaler Meister.

## Sportliche Erfolge
| Saison | Veranstaltung                                   | Disziplin    | Platz | Name                                 |
| ------ | ----------------------------------------------- | ------------ | ----- | ------------------------------------ |
| 1990   | German Juniors                                  | Mixed        | 1     | Quinten van Dalm / Georgy Trouerbach |
| 1990   | Niederlande: Einzelmeisterschaften der Junioren | Herrendoppel | 1     | Quinten van Dalm / Corno Meskers     |
| 1993   | Niederlande: Einzelmeisterschaften              | Mixed        | 1     | Quinten van Dalm / Nicole van Hooren |
| 1995   | Niederlande: Einzelmeisterschaften              | Herrendoppel | 1     | Ron Michels / Quinten van Dalm       |
| 1996   | Niederlande: Einzelmeisterschaften              | Herrendoppel | 1     | Ron Michels / Quinten van Dalm       |
| 1996   | Welsh International                             | Mixed        | 1     | Quinten van Dalm / Nicole van Hooren |
| 1997   | Niederlande: Einzelmeisterschaften              | Mixed        | 1     | Quinten van Dalm / Nicole van Hooren |
| 1997   | Niederlande: Einzelmeisterschaften              | Herrendoppel | 1     | Quinten van Dalm / Dennis Lens       |
| 1998   | Niederlande: Einzelmeisterschaften              | Mixed        | 1     | Quinten van Dalm / Nicole van Hooren |
| 1998   | Niederlande: Einzelmeisterschaften              | Herrendoppel | 1     | Quinten van Dalm / Dennis Lens       |
| 1999   | Niederlande: Einzelmeisterschaften              | Herrendoppel | 1     | Quinten van Dalm / Dennis Lens       |
| 1999   | Bitburger Open                                  | Herrendoppel | 1     | Quinten van Dalm / Dennis Lens       |
| 2000   | Thailand Open                                   | Herrendoppel | 5     | Quinten Van Dalm / Dennis Lens       |
| 2000   | Niederlande: Einzelmeisterschaften              | Herrendoppel | 1     | Quinten van Dalm / Dennis Lens       |
| 2001   | Niederlande: Einzelmeisterschaften              | Herrendoppel | 1     | Quinten van Dalm / Dennis Lens       |
| 2002   | Niederlande: Einzelmeisterschaften              | Herrendoppel | 1     | Tijs Creemers / Quinten van Dalm     |